# Superliga de Albania 2014-15
La Superliga de Albania 2014-15 (oficialmente y en albanés: Kategoria Superiore 2014-15) fue la 76ta edición de la máxima categoría de fútbol de Albania. Fue organizada por la Federación Albanesa de Fútbol y disputada por 10 equipos. Comenzó el 23 de agosto de 2014 y culminó el 22 de mayo de 2015. Skënderbeu Korçë se consagró campeón por quinta vez consecutiva, alcanzando de esta manera su sexta estrella.

## Ascensos y descensos
| Pos. | Descendidos de la Superliga |
| ---- | --------------------------- |
| 9.º  | Besa Kavajë                 |
| 10.º | Kastrioti Krujë             |
| 11.º | Lushnja                     |
| 12.º | Bylis Ballsh                |

| Pos. | Ascendidos de 1.ª División |
| ---- | -------------------------- |
| 1.º  | Elbasani                   |
| 2.º  | Apolonia Fier              |

## Sistema de campeonato
Se disputaron 36 fechas bajo el sistema de todos contra todos, enfrentándose todos los equipos entre sí en cuatro oportunidades, alternando las localías rueda tras rueda, de forma tal que cada equipo enfrentó a sus rivales dos veces como local y dos como visitante.
La clasificación final se estableció a partir de los puntos obtenidos en cada encuentro, otorgando tres por partido ganado, uno por empatado y ninguno en caso de derrota. En caso de igualdad de puntos entre dos o más equipos, se aplicaron, en el mencionado orden, los siguientes criterios de desempate:
1. Mayor cantidad de puntos en los partidos entre los equipos implicados;
2. Mejor diferencia de goles en los partidos entre los equipos implicados;
3. Mayor cantidad de goles a favor en los partidos entre los equipos implicados;
4. Mejor diferencia de goles en toda la temporada;
5. Mayor cantidad de goles a favor en toda la temporada;
6. Sorteo.

Al finalizar el campeonato, el equipo que sumó más puntos se consagró campeón y como tal, disputó la segunda ronda previa de la Liga de Campeones de la UEFA 2015-16. A su vez, el subcampeón y el tercero accedieron a la primera ronda previa de la Liga Europa de la UEFA 2015-16. Por otro lado, los últimos dos equipos descendieron directamente a la Kategoria e Parë.

## Equipos participantes
| Equipo           | Ciudad  | Estadio         |
| ---------------- | ------- | --------------- |
| Apolonia Fier    | Fier    | Loni Papuçiu    |
| Elbasani         | Elbasan | Elbasan Arena   |
| Flamurtari Vlorë | Vlorë   | Flamurtari      |
| Kukësi           | Kukës   | Zeqir Ymeri     |
| Laçi             | Laç     | Laçi            |
| Partizán         | Tirana  | Qemal Stafa     |
| Skënderbeu Korçë | Korçë   | Skënderbeu      |
| Teuta Durrës     | Durrës  | Niko Dovana     |
| Tirana           | Tirana  | Selman Stërmasi |
| Vllaznia Shkodër | Shkodër | Loro Boriçi     |

| \| Condado \| N.º \| Equipos \| \| ------- \| --- \| ---------------- \| \| Tirana \| 2 \| Partizán; Tirana \| \| Durrës \| 1 \| Teuta Durrës \| \| Elbasan \| 1 \| Elbasani \| \| Fier \| 1 \| Apolonia Fier \| \| Korçë \| 1 \| Skënderbeu Korçë \| \| Kukës \| 1 \| Kukësi \| \| Lezhë \| 1 \| Laçi \| \| Shkodër \| 1 \| Vllaznia Shkodër \| \| Vlorë \| 1 \| Flamurtari Vlorë \| |     |                  |
| Condado | N.º | Equipos          |
| Tirana | 2   | Partizán; Tirana |
| Durrës | 1   | Teuta Durrës     |
| Elbasan | 1   | Elbasani         |
| Fier | 1   | Apolonia Fier    |
| Korçë | 1   | Skënderbeu Korçë |
| Kukës | 1   | Kukësi           |
| Lezhë | 1   | Laçi             |
| Shkodër | 1   | Vllaznia Shkodër |
| Vlorë | 1   | Flamurtari Vlorë |

## Clasificación
|  |     | Equipos              | PJ | PG | PE | PP | GF | GC | Dif | Pts |
|  | --- | -------------------- | -- | -- | -- | -- | -- | -- | --- | --- |
|  | 1.  | Skënderbeu Korçë (C) | 36 | 24 | 7  | 5  | 58 | 18 | +40 | 79  |
|  | 2.  | Kukësi               | 36 | 23 | 6  | 7  | 59 | 27 | +32 | 75  |
|  | 3.  | Partizán             | 36 | 22 | 7  | 7  | 42 | 24 | +18 | 73  |
|  | 4.  | Tirana               | 36 | 21 | 8  | 7  | 47 | 27 | +20 | 71  |
|  | 5.  | Laçi                 | 36 | 20 | 9  | 7  | 46 | 19 | +27 | 69  |
|  | 6.  | Flamurtari Vlorë     | 36 | 10 | 8  | 18 | 29 | 37 | -8  | 38  |
|  | 7.  | Vllaznia Shkodër     | 36 | 11 | 5  | 20 | 27 | 41 | -14 | 351 |
|  | 8.  | Teuta Durrës         | 36 | 9  | 2  | 25 | 31 | 54 | -23 | 29  |
|  | 9.  | Apolonia Fier (D)    | 36 | 7  | 4  | 25 | 19 | 56 | -37 | 25  |
|  | 10. | Elbasani (D)         | 36 | 4  | 2  | 30 | 19 | 74 | -55 | 14  |

|  | Clasificado para la segunda ronda previa de la Liga de Campeones 2015-16.                                      |
|  | Clasificado para la primera ronda previa de la Liga Europa 2015-16.                                            |
|  | Clasificado para la primera ronda previa de la Liga Europa 2015-16 como campeón de la Copa de Albania 2014-15. |
|  | Descendido a la Kategoria e Parë.                                                                              |

| (C) Campeón    |
| (D) Descendido |

### Evolución de la clasificación
| Jornada / Equipo | 1  | 2  | 3  | 4  | 5  | 6  | 7  | 8  | 9  | 10 | 11 | 12 | 13 | 14 | 15 | 16 | 17 | 18 | 19 | 20 | 21 | 22 | 23 | 24 | 25 | 26 | 27 | 28 | 29 | 30 | 31 | 32 | 33 | 34 | 35 | 36 |
| Jornada / Equipo |    |    |    |    |    |    |    |    |    |    |    |    |    |    |    |    |    |    |    |    |    |    |    |    |    |    |    |    |    |    |    |    |    |    |    |    |
| ---------------- | -- | -- | -- | -- | -- | -- | -- | -- | -- | -- | -- | -- | -- | -- | -- | -- | -- | -- | -- | -- | -- | -- | -- | -- | -- | -- | -- | -- | -- | -- | -- | -- | -- | -- | -- | -- |
| Skënderbeu Korçë | 4  | 3  | 4  | 5  | 4  | 4  | 5  | 6  | 5  | 4  | 4  | 3  | 2  | 4  | 2  | 4  | 2  | 2  | 2  | 3  | 3  | 3  | 3  | 2  | 2  | 1  | 1  | 1  | 2  | 1  | 1  | 1  | 1  | 1  | 1  | 1  |
| Kukësi           | 2  | 1  | 1  | 4  | 5  | 5  | 1  | 5  | 4  | 3  | 3  | 2  | 4  | 3  | 4  | 3  | 1  | 1  | 1  | 1  | 2  | 2  | 1  | 1  | 1  | 2  | 2  | 2  | 1  | 2  | 3  | 4  | 3  | 2  | 2  | 2  |
| Partizán         | 5  | 6  | 5  | 2  | 2  | 2  | 3  | 2  | 2  | 2  | 1  | 4  | 3  | 1  | 1  | 1  | 3  | 3  | 4  | 4  | 4  | 4  | 4  | 3  | 3  | 3  | 3  | 3  | 3  | 4  | 4  | 3  | 4  | 4  | 3  | 3  |
| Tirana           | 1  | 2  | 2  | 1  | 1  | 1  | 2  | 1  | 1  | 1  | 2  | 1  | 1  | 2  | 3  | 2  | 4  | 4  | 3  | 2  | 1  | 1  | 2  | 4  | 4  | 4  | 4  | 4  | 4  | 3  | 2  | 2  | 2  | 3  | 4  | 4  |
| Laçi             | 5  | 7  | 8  | 8  | 6  | 8  | 6  | 3  | 3  | 5  | 5  | 5  | 5  | 5  | 5  | 6  | 5  | 5  | 5  | 5  | 5  | 5  | 5  | 5  | 5  | 5  | 5  | 5  | 5  | 5  | 5  | 5  | 5  | 5  | 5  | 5  |
| Flamurtari Vlorë | 2  | 4  | 3  | 3  | 3  | 3  | 4  | 4  | 6  | 6  | 6  | 6  | 6  | 6  | 6  | 5  | 7  | 7  | 6  | 6  | 6  | 6  | 6  | 6  | 6  | 6  | 6  | 6  | 6  | 6  | 6  | 6  | 6  | 6  | 6  | 6  |
| Vllaznia Shkodër | 10 | 8  | 9  | 9  | 7  | 6  | 7  | 7  | 7  | 8  | 8  | 8  | 8  | 7  | 7  | 7  | 6  | 6  | 7  | 7  | 7  | 7  | 7  | 7  | 7  | 7  | 7  | 7  | 7  | 7  | 7  | 7  | 7  | 7  | 7  | 7  |
| Teuta Durrës     | 7  | 9  | 6  | 6  | 8  | 7  | 8  | 9  | 9  | 7  | 7  | 7  | 7  | 8  | 8  | 8  | 8  | 8  | 8  | 8  | 8  | 8  | 8  | 8  | 8  | 8  | 8  | 8  | 8  | 8  | 8  | 8  | 8  | 8  | 8  | 8  |
| Apolonia Fier    | 9  | 5  | 7  | 7  | 9  | 9  | 9  | 8  | 8  | 9  | 9  | 9  | 9  | 9  | 9  | 10 | 10 | 10 | 10 | 10 | 10 | 10 | 10 | 10 | 10 | 9  | 9  | 9  | 9  | 9  | 9  | 9  | 9  | 9  | 9  | 9  |
| Elbasani         | 8  | 10 | 10 | 10 | 10 | 10 | 10 | 10 | 10 | 10 | 10 | 10 | 10 | 10 | 10 | 9  | 9  | 9  | 9  | 9  | 9  | 9  | 9  | 9  | 9  | 10 | 10 | 10 | 10 | 10 | 10 | 10 | 10 | 10 | 10 | 10 |

## Resultados
- Los horarios corresponden a la CET (Hora Central Europea) UTC+1 en horario estándar y UTC+2 en horario de verano.

### Primera vuelta
| Elbasani         | 0 - 1 | Skënderbeu Korçë | Elbasan Arena | 23 de agosto | 17:00 |
| Flamurtari Vlorë | 2 - 1 | Teuta Durrës     | Flamurtari    | 23 de agosto | 20:00 |
| Tirana           | 3 - 0 | Apolonia Fier    | Qemal Stafa   | 24 de agosto | 17:00 |
| Vllaznia Shkodër | 1 - 2 | Kukësi           | Loro Boriçi   | 24 de agosto | 17:00 |
| Laçi             | 1 - 1 | Partizán         | Laçi          | 24 de agosto | 17:00 |

| Skënderbeu Korçë | 2 - 0 | Laçi             | Skënderbeu   | 30 de agosto | 17:00 |
| Apolonia Fier    | 1 - 0 | Partizán         | Loni Papuçiu | 30 de agosto | 19:00 |
| Tirana           | 1 - 0 | Flamurtari Vlorë | Qemal Stafa  | 30 de agosto | 20:00 |
| Teuta Durrës     | 0 - 1 | Vllaznia Shkodër | Niko Dovana  | 31 de agosto | 17:00 |
| Kukësi           | 3 - 0 | Elbasani         | Zeqir Ymeri  | 31 de agosto | 17:00 |

| Elbasani         | 1 - 5 | Teuta Durrës     | Elbasan Arena | 10 de septiembre | 16:00 |
| Laçi             | 0 - 0 | Kukësi           | Laçi          | 10 de septiembre | 16:00 |
| Flamurtari Vlorë | 3 - 0 | Apolonia Fier    | Flamurtari    | 10 de septiembre | 19:00 |
| Vllaznia Shkodër | 1 - 1 | Tirana           | Loro Boriçi   | 11 de septiembre | 16:00 |
| Partizán         | 1 - 0 | Skënderbeu Korçë | Qemal Stafa   | 11 de septiembre | 19:00 |

| Kukësi           | 0 - 1 | Partizán         | Zeqir Ymeri  | 14 de septiembre | 14:00 |
| Teuta Durrës     | 0 - 0 | Laçi             | Niko Dovana  | 14 de septiembre | 17:00 |
| Tirana           | 2 - 1 | Elbasani         | Qemal Stafa  | 14 de septiembre | 17:00 |
| Flamurtari Vlorë | 0 - 0 | Vllaznia Shkodër | Flamurtari   | 14 de septiembre | 17:00 |
| Apolonia Fier    | 0 - 0 | Skënderbeu Korçë | Loni Papuçiu | 14 de septiembre | 20:00 |

| Partizán         | 2 - 0 | Teuta Durrës     | Qemal Stafa   | 19 de septiembre | 19:00 |
| Skënderbeu Korçë | 2 - 0 | Kukësi           | Skënderbeu    | 19 de septiembre | 19:00 |
| Elbasani         | 0 - 2 | Flamurtari Vlorë | Elbasan Arena | 20 de septiembre | 14:00 |
| Vllaznia Shkodër | 2 - 0 | Apolonia Fier    | Loro Boriçi   | 20 de septiembre | 14:00 |
| Laçi             | 2 - 0 | Tirana           | Laçi          | 20 de septiembre | 14:00 |

| Apolonia Fier    | 0 - 1 | Kukësi           | Loni Papuçiu | 26 de septiembre | 17:00 |
| Tirana           | 0 - 0 | Partizán         | Qemal Stafa  | 26 de septiembre | 20:00 |
| Vllaznia Shkodër | 1 - 0 | Elbasani         | Loro Boriçi  | 27 de septiembre | 16:00 |
| Teuta Durrës     | 2 - 0 | Skënderbeu Korçë | Niko Dovana  | 27 de septiembre | 19:00 |
| Flamurtari Vlorë | 1 - 1 | Laçi             | Flamurtari   | 27 de septiembre | 19:00 |

| Partizán         | 0 - 0 | Flamurtari Vlorë | Qemal Stafa   | 4 de octubre | 17:00 |
| Skënderbeu Korçë | 0 - 0 | Tirana           | Skënderbeu    | 4 de octubre | 20:00 |
| Laçi             | 3 - 0 | Vllaznia Shkodër | Laçi          | 5 de octubre | 14:00 |
| Kukësi           | 1 - 0 | Teuta Durrës     | Zeqir Ymeri   | 5 de octubre | 14:00 |
| Elbasani         | 2 - 0 | Apolonia Fier    | Elbasan Arena | 5 de octubre | 17:00 |

| Flamurtari Vlorë | 1 - 1 | Skënderbeu Korçë | Flamurtari    | 17 de octubre | 19:00 |
| Tirana           | 3 - 1 | Kukësi           | Qemal Stafa   | 18 de octubre | 14:00 |
| Elbasani         | 0 - 2 | Laçi             | Elbasan Arena | 18 de octubre | 17:00 |
| Apolonia Fier    | 1 - 0 | Teuta Durrës     | Loni Papuçiu  | 19 de octubre | 13:00 |
| Vllaznia Shkodër | 0 - 1 | Partizán         | Loro Boriçi   | 19 de octubre | 13:00 |

| Kukësi           | 2 - 0 | Flamurtari Vlorë | Zeqir Ymeri | 25 de octubre | 14:00 |
| Skënderbeu Korçë | 3 - 0 | Vllaznia Shkodër | Skënderbeu  | 25 de octubre | 14:00 |
| Laçi             | 3 - 1 | Apolonia Fier    | Laçi        | 26 de octubre | 14:00 |
| Partizán         | 1 - 0 | Elbasani         | Qemal Stafa | 26 de octubre | 17:00 |
| Teuta Durrës     | 0 - 1 | Tirana           | Niko Dovana | 26 de octubre | 17:00 |

### Segunda vuelta
| Kukësi           | 2 - 1 | Vllaznia Shkodër | Zeqir Ymeri  | 29 de octubre | 14:00 |
| Skënderbeu Korçë | 1 - 0 | Elbasani         | Skënderbeu   | 29 de octubre | 14:00 |
| Partizán         | 2 - 0 | Laçi             | Qemal Stafa  | 29 de octubre | 17:00 |
| Teuta Durrës     | 1 - 0 | Flamurtari Vlorë | Niko Dovana  | 29 de octubre | 17:00 |
| Apolonia Fier    | 0 - 3 | Tirana           | Loni Papuçiu | 29 de octubre | 17:00 |

| Elbasani         | 0 - 2 | Kukësi           | Elbasan Arena | 2 de noviembre | 13:00 |
| Laçi             | 0 - 2 | Skënderbeu Korçë | Laçi          | 2 de noviembre | 13:00 |
| Vllaznia Shkodër | 1 - 2 | Teuta Durrës     | Loro Boriçi   | 2 de noviembre | 13:00 |
| Partizán         | 1 - 0 | Apolonia Fier    | Qemal Stafa   | 2 de noviembre | 16:00 |
| Flamurtari Vlorë | 0 - 0 | Tirana           | Flamurtari    | 2 de noviembre | 19:00 |

| Teuta Durrës     | 0 - 2 | Elbasani         | Niko Dovana  | 8 de noviembre | 14:00 |
| Skënderbeu Korçë | 3 - 0 | Partizán         | Skënderbeu   | 8 de noviembre | 17:00 |
| Tirana           | 1 - 0 | Vllaznia Shkodër | Qemal Stafa  | 8 de noviembre | 17:00 |
| Kukësi           | 1 - 0 | Laçi             | Zeqir Ymeri  | 9 de noviembre | 13:00 |
| Apolonia Fier    | 1 - 1 | Flamurtari Vlorë | Loni Papuçiu | 9 de noviembre | 16:00 |

| Vllaznia Shkodër | 1 - 0 | Flamurtari Vlorë | Loro Boriçi   | 22 de noviembre | 14:00 |
| Laçi             | 3 - 0 | Teuta Durrës     | Laçi          | 23 de noviembre | 14:00 |
| Skënderbeu Korçë | 6 - 0 | Apolonia Fier    | Skënderbeu    | 23 de noviembre | 14:00 |
| Partizán         | 2 - 0 | Kukësi           | Qemal Stafa   | 23 de noviembre | 17:00 |
| Elbasani         | 2 - 3 | Tirana           | Elbasan Arena | 23 de noviembre | 17:00 |

| Apolonia Fier    | 0 - 1 | Vllaznia Shkodër | Loni Papuçiu | 29 de noviembre | 17:00 |
| Tirana           | 0 - 0 | Laçi             | Qemal Stafa  | 30 de noviembre | 14:00 |
| Kukësi           | 1 - 0 | Skënderbeu Korçë | Zeqir Ymeri  | 30 de noviembre | 14:00 |
| Teuta Durrës     | 0 - 1 | Partizán         | Niko Dovana  | 30 de noviembre | 17:00 |
| Flamurtari Vlorë | 2 - 0 | Elbasani         | Flamurtari   | 1 de diciembre  | 17:00 |

| Kukësi           | 0 - 0 | Apolonia Fier    | Zeqir Ymeri   | 6 de diciembre | 13:30 |
| Skënderbeu Korçë | 3 - 2 | Teuta Durrës     | Skënderbeu    | 6 de diciembre | 17:00 |
| Laçi             | 1 - 1 | Flamurtari Vlorë | Laçi          | 7 de diciembre | 13:30 |
| Elbasani         | 1 - 4 | Vllaznia Shkodër | Elbasan Arena | 7 de diciembre | 17:00 |
| Partizán         | 2 - 0 | Tirana           | Qemal Stafa   | 8 de diciembre | 18:00 |

| Teuta Durrës     | 0 - 3 | Kukësi           | Niko Dovana  | 12 de diciembre | 13:00 |
| Vllaznia Shkodër | 1 - 0 | Laçi             | Loro Boriçi  | 13 de diciembre | 13:00 |
| Tirana           | 2 - 0 | Skënderbeu Korçë | Qemal Stafa  | 13 de diciembre | 13:00 |
| Flamurtari Vlorë | 1 - 0 | Partizán         | Flamurtari   | 13 de diciembre | 16:00 |
| Apolonia Fier    | 0 - 1 | Elbasani         | Loni Papuçiu | 13 de diciembre | 16:00 |

| Laçi             | 1 - 0 | Elbasani         | Laçi        | 17 de diciembre | 13:00 |
| Teuta Durrës     | 1 - 0 | Apolonia Fier    | Niko Dovana | 17 de diciembre | 13:00 |
| Kukësi           | 1 - 0 | Tirana           | Zeqir Ymeri | 17 de diciembre | 13:00 |
| Partizán         | 0 - 1 | Vllaznia Shkodër | Qemal Stafa | 17 de diciembre | 16:00 |
| Skënderbeu Korçë | 1 - 0 | Flamurtari Vlorë | Skënderbeu  | 17 de diciembre | 16:00 |

| Apolonia Fier    | 0 - 2 | Laçi             | Loni Papuçiu  | 20 de diciembre | 13:00 |
| Elbasani         | 0 - 1 | Partizán         | Elbasan Arena | 20 de diciembre | 16:00 |
| Vllaznia Shkodër | 0 - 1 | Skënderbeu Korçë | Loro Boriçi   | 21 de diciembre | 13:00 |
| Tirana           | 4 - 2 | Teuta Durrës     | Qemal Stafa   | 21 de diciembre | 16:00 |
| Flamurtari Vlorë | 0 - 1 | Kukësi           | Flamurtari    | 21 de diciembre | 16:00 |

### Tercera vuelta
| Tirana           | 2 - 0 | Apolonia Fier    | Qemal Stafa   | 24 de enero | 14:00 |
| Flamurtari Vlorë | 2 - 1 | Teuta Durrës     | Flamurtari    | 24 de enero | 17:00 |
| Vllaznia Shkodër | 1 - 2 | Kukësi           | Loro Boriçi   | 24 de enero | 17:00 |
| Laçi             | 1 - 1 | Partizán         | Laçi          | 25 de enero | 14:00 |
| Elbasani         | 1 - 4 | Skënderbeu Korçë | Elbasan Arena | 25 de enero | 17:00 |

| Tirana           | 1 - 0 | Flamurtari Vlorë | Qemal Stafa  | 30 de enero | 18:00 |
| Teuta Durrës     | 2 - 1 | Vllaznia Shkodër | Niko Dovana  | 31 de enero | 14:00 |
| Kukësi           | 3 - 0 | Elbasani         | Zeqir Ymeri  | 31 de enero | 14:00 |
| Apolonia Fier    | 0 - 2 | Partizán         | Loni Papuçiu | 31 de enero | 14:00 |
| Skënderbeu Korçë | 0 - 0 | Laçi             | Skënderbeu   | 31 de enero | 17:00 |

| Elbasani         | 1 - 0 | Teuta Durrës     | Elbasan Arena | 8 de febrero | 14:00 |
| Laçi             | 2 - 1 | Kukësi           | Laçi          | 8 de febrero | 14:00 |
| Flamurtari Vlorë | 1 - 0 | Apolonia Fier    | Flamurtari    | 8 de febrero | 17:00 |
| Vllaznia Shkodër | 0 - 1 | Tirana           | Loro Boriçi   | 8 de febrero | 17:00 |
| Partizán         | 0 - 0 | Skënderbeu Korçë | Qemal Stafa   | 9 de febrero | 18:00 |

| Kukësi           | 3 - 0 | Partizán         | Zeqir Ymeri  | 14 de febrero | 14:00 |
| Tirana           | 2 - 0 | Elbasani         | Qemal Stafa  | 14 de febrero | 14:00 |
| Teuta Durrës     | 1 - 3 | Laçi             | Niko Dovana  | 14 de febrero | 14:00 |
| Apolonia Fier    | 0 - 1 | Skënderbeu Korçë | Loni Papuçiu | 14 de febrero | 17:00 |
| Flamurtari Vlorë | 3 - 0 | Vllaznia Shkodër | Flamurtari   | 14 de febrero | 17:00 |

| Laçi             | 3 - 0 | Tirana           | Laçi          | 22 de febrero | 14:00 |
| Vllaznia Shkodër | 2 - 0 | Apolonia Fier    | Loro Boriçi   | 22 de febrero | 14:00 |
| Elbasani         | 0 - 1 | Flamurtari Vlorë | Elbasan Arena | 22 de febrero | 17:00 |
| Partizán         | 2 - 1 | Teuta Durrës     | Qemal Stafa   | 22 de febrero | 17:00 |
| Skënderbeu Korçë | 1 - 1 | Kukësi           | Skënderbeu    | 23 de febrero | 18:00 |

| Vllaznia Shkodër | 1 - 1 | Elbasani         | Loro Boriçi  | 28 de febrero | 14:00 |
| Apolonia Fier    | 2 - 2 | Kukësi           | Loni Papuçiu | 28 de febrero | 14:00 |
| Teuta Durrës     | 0 - 1 | Skënderbeu Korçë | Niko Dovana  | 28 de febrero | 17:00 |
| Flamurtari Vlorë | 0 - 2 | Laçi             | Flamurtari   | 12 de marzo   | 14:00 |
| Tirana           | 1 - 2 | Partizán         | Qemal Stafa  | 12 de marzo   | 19:00 |

| Kukësi           | 5 - 2 | Teuta Durrës     | Zeqir Ymeri   | 4 de marzo | 14:00 |
| Laçi             | 1 - 0 | Vllaznia Shkodër | Laçi          | 4 de marzo | 14:00 |
| Partizán         | 2 - 1 | Flamurtari Vlorë | Qemal Stafa   | 4 de marzo | 14:00 |
| Skënderbeu Korçë | 1 - 0 | Tirana           | Skënderbeu    | 4 de marzo | 17:00 |
| Elbasani         | 0 - 1 | Apolonia Fier    | Elbasan Arena | 5 de marzo | 14:00 |

| Apolonia Fier    | 2 - 1 | Teuta Durrës     | Loni Papuçiu  | 8 de marzo | 14:00 |
| Elbasani         | 0 - 2 | Laçi             | Elbasan Arena | 8 de marzo | 14:00 |
| Vllaznia Shkodër | 1 - 0 | Partizán         | Loro Boriçi   | 8 de marzo | 17:00 |
| Tirana           | 2 - 0 | Kukësi           | Qemal Stafa   | 8 de marzo | 17:00 |
| Flamurtari Vlorë | 0 - 1 | Skënderbeu Korçë | Flamurtari    | 8 de marzo | 18:00 |

| Skënderbeu Korçë | 3 - 1 | Vllaznia Shkodër | Skënderbeu  | 15 de marzo | 17:00 |
| Laçi             | 2 - 0 | Apolonia Fier    | Laçi        | 16 de marzo | 15:00 |
| Kukësi           | 4 - 0 | Flamurtari Vlorë | Zeqir Ymeri | 16 de marzo | 15:00 |
| Teuta Durrës     | 0 - 0 | Tirana           | Niko Dovana | 16 de marzo | 18:00 |
| Partizán         | 4 - 1 | Elbasani         | Qemal Stafa | 16 de marzo | 18:00 |

### Cuarta vuelta
| Kukësi           | 1 - 0 | Vllaznia Shkodër | Zeqir Ymeri  | 21 de marzo | 14:00 |
| Teuta Durrës     | 1 - 0 | Flamurtari Vlorë | Niko Dovana  | 21 de marzo | 14:00 |
| Skënderbeu Korçë | 5 - 1 | Elbasani         | Skënderbeu   | 21 de marzo | 17:00 |
| Apolonia Fier    | 0 - 2 | Tirana           | Loni Papuçiu | 22 de marzo | 14:00 |
| Partizán         | 1 - 0 | Laçi             | Qemal Stafa  | 22 de marzo | 17:00 |

| Vllaznia Shkodër | 1 - 0 | Teuta Durrës     | Loro Boriçi   | 4 de abril | 13:00 |
| Elbasani         | 0 - 4 | Kukësi           | Elbasan Arena | 4 de abril | 13:00 |
| Laçi             | 1 - 0 | Skënderbeu Korçë | Laçi          | 4 de abril | 14:00 |
| Flamurtari Vlorë | 1 - 2 | Tirana           | Flamurtari    | 4 de abril | 17:00 |
| Partizán         | 1 - 0 | Apolonia Fier    | Qemal Stafa   | 4 de abril | 17:00 |

| Apolonia Fier    | 2 - 1 | Flamurtari Vlorë | Loni Papuçiu | 12 de abril | 13:00 |
| Teuta Durrës     | 1 - 0 | Elbasani         | Niko Dovana  | 12 de abril | 14:00 |
| Tirana           | 2 - 1 | Vllaznia Shkodër | Qemal Stafa  | 12 de abril | 17:00 |
| Kukësi           | 0 - 0 | Laçi             | Zeqir Ymeri  | 13 de abril | 15:00 |
| Skënderbeu Korçë | 5 - 2 | Partizán         | Skënderbeu   | 13 de abril | 18:00 |

| Laçi             | 1 - 0 | Teuta Durrës     | Laçi          | 17 de abril | 16:00 |
| Elbasani         | 1 - 3 | Tirana           | Elbasan Arena | 18 de abril | 14:00 |
| Vllaznia Shkodër | 1 - 1 | Flamurtari Vlorë | Loro Boriçi   | 18 de abril | 14:00 |
| Partizán         | 1 - 1 | Kukësi           | Qemal Stafa   | 18 de abril | 17:00 |
| Skënderbeu Korçë | 1 - 0 | Apolonia Fier    | Skënderbeu    | 18 de abril | 17:00 |

| Flamurtari Vlorë | 2 - 1 | Elbasani         | Flamurtari   | 25 de abril | 14:00 |
| Teuta Durrës     | 0 - 1 | Partizán         | Niko Dovana  | 25 de abril | 17:00 |
| Apolonia Fier    | 2 - 0 | Vllaznia Shkodër | Loni Papuçiu | 25 de abril | 17:00 |
| Kukësi           | 0 - 1 | Skënderbeu Korçë | Zeqir Ymeri  | 26 de abril | 16:00 |
| Tirana           | 1 - 0 | Laçi             | Qemal Stafa  | 26 de abril | 19:00 |

| Elbasani         | 1 - 1 | Vllaznia Shkodër | Elbasan Arena | 2 de mayo | 14:00 |
| Laçi             | 2 - 1 | Flamurtari Vlorë | Laçi          | 2 de mayo | 16:00 |
| Kukësi           | 2 - 1 | Apolonia Fier    | Zeqir Ymeri   | 2 de mayo | 16:00 |
| Skënderbeu Korçë | 4 - 2 | Teuta Durrës     | Skënderbeu    | 2 de mayo | 19:00 |
| Partizán         | 2 - 2 | Tirana           | Qemal Stafa   | 4 de mayo | 20:45 |

| Flamurtari Vlorë | 0 - 1 | Partizán         | Flamurtari   | 9 de mayo | 16:00 |
| Apolonia Fier    | 4 - 1 | Elbasani         | Loni Papuçiu | 9 de mayo | 16:00 |
| Vllaznia Shkodër | 0 - 1 | Laçi             | Loro Boriçi  | 9 de mayo | 16:00 |
| Teuta Durrës     | 2 - 3 | Kukësi           | Niko Dovana  | 9 de mayo | 16:00 |
| Tirana           | 0 - 0 | Skënderbeu Korçë | Qemal Stafa  | 9 de mayo | 19:00 |

| Skënderbeu Korçë | 2 - 0 | Flamurtari Vlorë | Skënderbeu  | 16 de mayo | 19:30 |
| Kukësi           | 4 - 1 | Tirana           | Zeqir Ymeri | 17 de mayo | 17:00 |
| Partizán         | 1 - 0 | Vllaznia Shkodër | Qemal Stafa | 17 de mayo | 17:00 |
| Laçi             | 2 - 0 | Elbasani         | Laçi        | 17 de mayo | 17:00 |
| Teuta Durrës     | 1 - 0 | Apolonia Fier    | Niko Dovana | 17 de mayo | 17:00 |

| Tirana           | 1 - 0 | Teuta Durrës     | Qemal Stafa   | 22 de mayo | 17:00 |
| Apolonia Fier    | 1 - 4 | Laçi             | Loni Papuçiu  | 22 de mayo | 17:00 |
| Elbasani         | 0 - 3 | Partizán         | Elbasan Arena | 22 de mayo | 17:00 |
| Flamurtari Vlorë | 1 - 2 | Kukësi           | Flamurtari    | 22 de mayo | 17:00 |
| Vllaznia Shkodër | 0 - 2 | Skënderbeu Korçë | Loro Boriçi   | 22 de mayo | 18:00 |

## Estadísticas

### Máximos goleadores
| Jugador                                   | Equipo           | Goles | Partidos | Media | Penal |
| ----------------------------------------- | ---------------- | ----- | -------- | ----- | ----- |
| Pero Pejić                                | Kukësi           | 31    | 35       | 0.89  | 2     |
| Stevan Račić                              | Partizán         | 14    | 33       | 0.42  | 0     |
| Elis Bakaj                                | Tirana           | 13    | 27       | 0.48  | 1     |
| James Adeniyi                             | Laçi             | 11    | 27       | 0.41  | 1     |
| Selemani Ndikumana                        | Tirana           | 9     | 30       | 0.3   | 0     |
| Marko Ćetković                            | Laçi             | 8     | 29       | 0.28  | 3     |
| Mentor Mazrekaj                           | Partizán         | 8     | 31       | 0.26  | 5     |
| Sebastián Sosa Sánchez                    | Vllaznia Shkodër | 7     | 20       | 0.35  | 0     |
| Agim Meto                                 | Laçi             | 7     | 23       | 0.3   | 0     |
| Dhiego Martins                            | Skënderbeu Korçë | 7     | 29       | 0.24  | 0     |
| Peter Olayinka                            | Skënderbeu Korçë | 6     | 15       | 0.4   | 0     |
| Andi Ribaj                                | Apolonia Fier    | 6     | 28       | 0.21  | 3     |
| Fatjon Sefa                               | Skënderbeu Korçë | 6     | 28       | 0.21  | 0     |
| Vilfor Hysa                               | Kukësi           | 6     | 30       | 0.2   | 0     |
| Gentian Muça                              | Tirana           | 6     | 33       | 0.18  | 0     |
| Última actualización: 23 de abril de 2016 |                  |       |          |       |       |